# Columbà
|  | Per a altres significats, vegeu «Joan Columbà». |

Columbà, Colum en gaèlic, (Navan, Irlanda, ca. 540 - Bobbio, Itàlia, 23 de novembre de 615) va ser un monjo irlandès, missioner a terres d'Europa i fundador de nombrosos monestirs i esglésies en Anglaterra, França i Itàlia. Venerat com a sant, és conegut també com a Columbà de Luxeuil, Columbà de Bobbio o Columbà el Vell. No s'ha de confondre amb l'abat irlandès Sant Columba d'Iona.
Va redactar diverses regles de vida monàstica que regiren els monestirs fundats per ell o pels seus seguidors, que difongueren en Europa el monaquisme irlandès i constituïren l'Orde de Sant Columbà, assimilada aviat a l'orde benedictí. Va introduir l'ús de la confessió privada en el sagrament de la penitència.
El Vaticà ha aprovat oficialment Sant Columbà com el sant patró dels motociclistes.

## Biografia
Columbà va néixer entre el 540 i el 543 a Navan, ciutat de Leinster (Irlanda centreoriental). Segons la llegenda, la seva mare havia vist que del seu si naixia un sol que il·luminaria el món. Va estudiar amb un mestre laic (fer-lèighin) i aprengué a llegir i escriure, mentre ajudava a les tasques de la granja familiar (hi feia de pastor, etc.) i aprenia l'ús de les armes i a cavalcar.
Als quinze anys va decidir de fer-se monjo, tot i l'oposició materna. Va deixar la família i marxà al monestir de Cluane Inis (Clunish Island, en anglès), a l'illa de Cleen al llac Lough Erne, on va ser acollit per l'abat Sinneill (deixeble de Columba d'Iona a Clunard). Columbà va estudiar-hi la Sagrada Escriptura i aprengué llatí.
Quan acabà els estudis, marxà al monestir de Bangor (Irlanda del Nord), on sota la guia de l'abat Sant Comgall va seguir una estricta disciplina ascètica. Columbà, seguint el costum dels monjos irlandesos, va fer la peregrinatio pro Domino: va partir per a fundar altres comunitats i així difondre la fe cristiana i l'ideal monàstic.

### Arribada a la Gàl·lia: Borgonya
Partí de Bangor cap al 590, amb 50 anys, acompanyat de dotze monjos joves. Van visitar l'illa de Man i la de Sant Patrici, amb la suposada tomba de Josep d'Arimatea. Seguiren a Cornualla, on anaren al monestir de Bodmin Moor, fundat per Sant Gonion. D'aquí, seguint l'antiga via romana de Fowey a Lostwithiel, visitaren Tintagel i arribaren a Plymouth, on embarcaren cap a la Bretanya.
Arribaren a la França merovíngia prop de Saint-Malo i Mont-Saint-Michel, posant una gran creu al lloc. D'aquí anaren a Rouen, Noyon i Reims en Austràsia i passaren a Borgonya, on regnava el rei Guntram. Mercès a les concessions que aquest va fer, van fundar tres monestirs: Annegray, Luxeuil i Fontaines.
En Annegray, van instal·lar-se a un castell en ruïnes, i construïren el monestir entre 591 i 592, dedicant-lo a Sant Martí. Vivien de l'almoina al començament, però aviat van començar a llaurar els camps. La comunitat creixia i calgué crear una nova comunitat vuit milles al sud-est, prop de la ciutat abandonada de Luxeuil, on es construí un monestir dedicat a Sant Pere. El tercer, a Fontaines, va ser dedicat a Sant Pancraç.
Columbà va instal·lar-se a Luxueil el 593. Hi dirigia els tres cenobis a través dels priors. Hi escrigué dues regles: la Regula monachorum i la Regula cenobialis, a més del Paenitentiale. Establia que la vida monàstica es basava en la pràctica ascètica i la penitència, i comprenia, a més, la pràctica quotidiana de la lectura i l'escriptura, per tal d'alimentar l'esperit. Es fundaren així, a cada monestir, scriptoria.
Els monestir van entrar en conflicte amb els bisbes francesos: Columbà volia seguir les tradicions irlandeses, entre les quals hi havia un càlcul diferent de la data de Pasqua. A més, havia criticat el comportament de Brunequilda, esposa del rei Teodoric II de Borgonya i Austràsia. El 609 va ser expulsat de Luxeuil i empresonat a Besançon, però va fugir-ne i va tornar a Luxeuil. Novament arrestat, el 610 va ser enviat a Nantes, on hauria d'embarcar rumb a Irlanda, amb els seus companys.
Segons la llegenda, durant el viatge pel riu Loira, en arribar a Tours els soldats no els van deixar visitar la tomba de Sant Martí: el vaixell, llavors, va aturar-s'hi i no va voler continuar el viatge fins que van donar permís als monjos per a fer la visita. A Nantes, la manca de vent va impedir que poguessin partir; quan els soldats van quedar adormits, miraculosament, Columbà i els dotze companys fugiren.

### Nèustria e Austràsia
Anaren a Nèustria, passant per Rouen, Soissons i París. Hi regnava Clotari III, que li concedí la seva protecció. A Nèustria santa Fara (Borgundofara) va fundar l'abadia femenina de Faremoutiers, mentre el sant i els companys seus fundaren altres monestirs: Remiremont, Rebais, Jumièges, Noirmoutier i Saint-Omer.
Columbà marxà el 611 cap a la cort de Teodebert II d'Austràsia, passat per Coblença (Alemanya), Magúncia, Estrasburg, Basilea i Constança (Alemanya). El rei el convidà a evangelitzar les terres paganes dels saxons i els alamans de la vora del Rin; Columbà fundà un nou monestir a Bregenz.

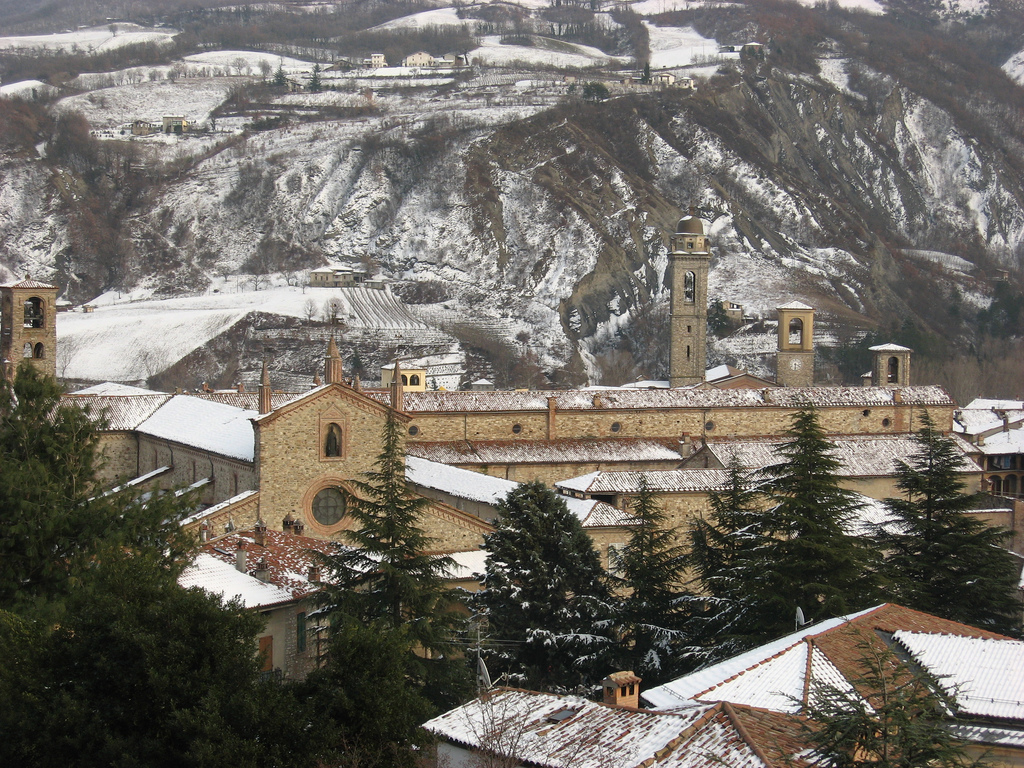
Abadia de Bobbio
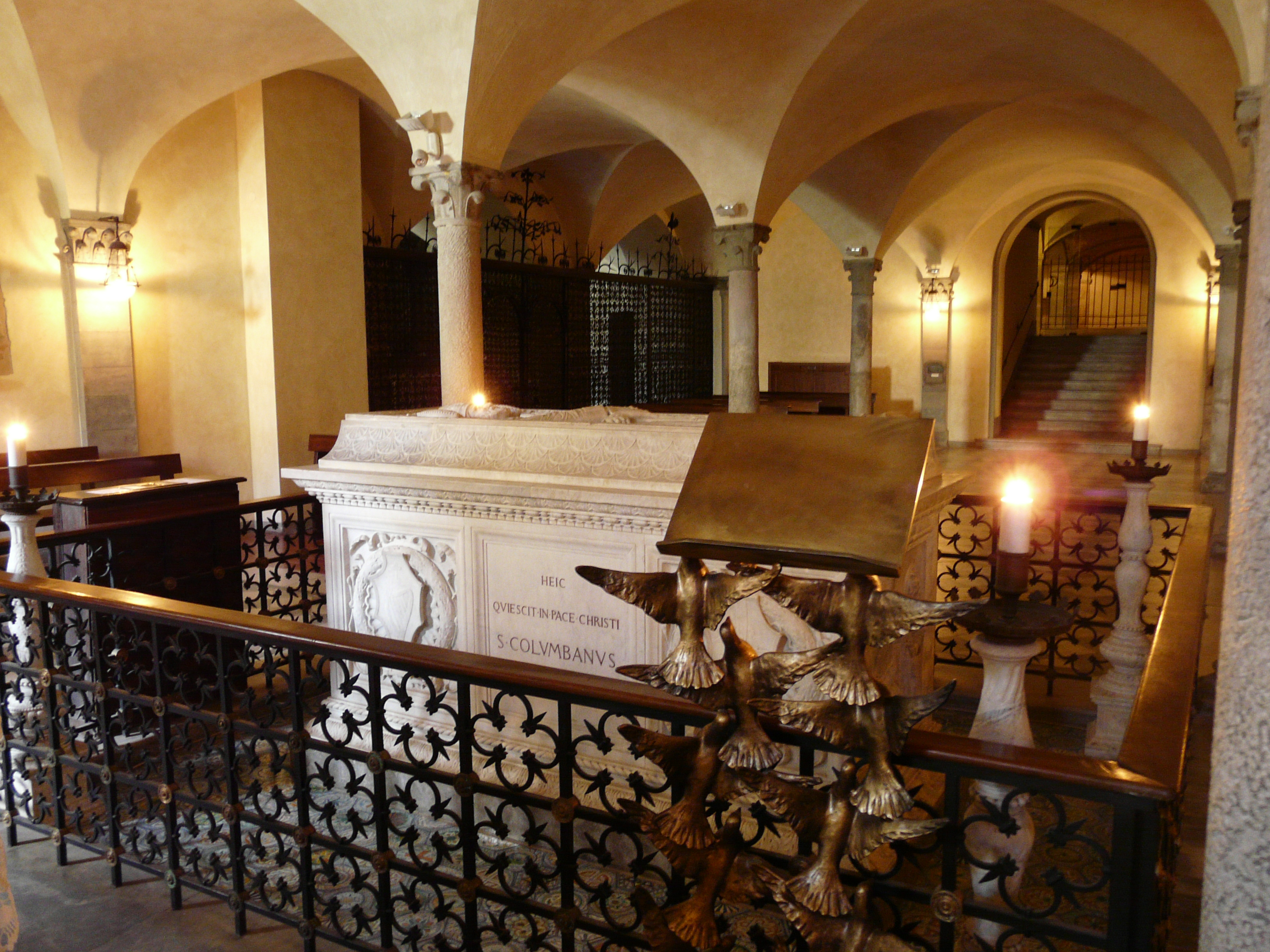
Cripta de Bobbio, amb la tomba del sant
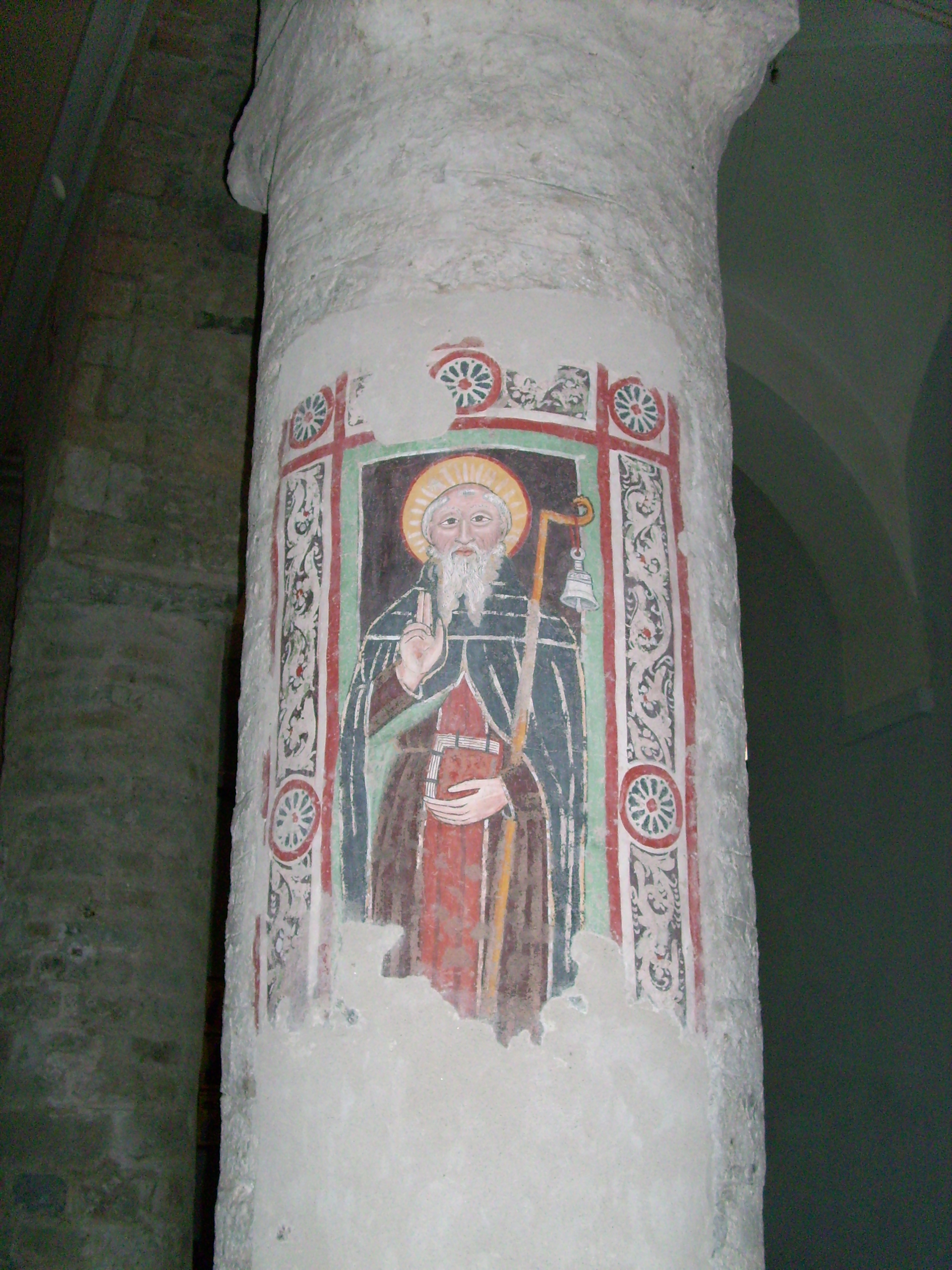
Fresc a la catedral de Brugnato (Ligúria), s. XI
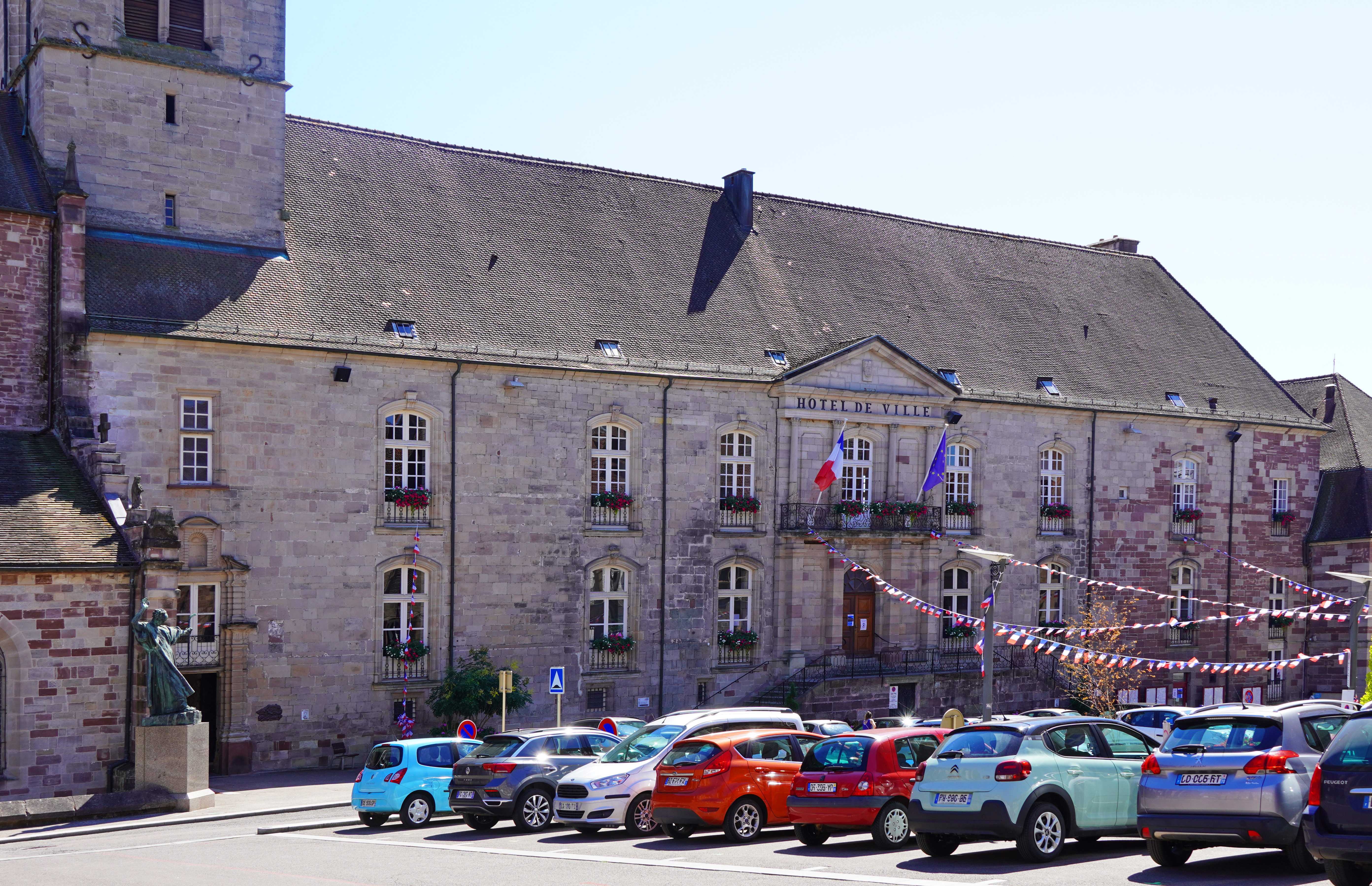
Palau abacial de l'antiga abadia de Luxeuil

### Itàlia
El 612 Columbà decidí d'anar a Roma i demanar l'aprovació de les seves regles al papa Bonifaci IV. Abans de partir, el seu deixeble Sant Gal va haver de quedar-s'hi, malalt, i fundà, amb el temps, l'abadia de Sankt Gallen.
Prop de Pavia, Columbà es posà sota la protecció del rei longobard Agilulf, que era arrià, i la reina Teodolinda, que li demanaren que intercedís en la qüestió del cisma tricapitolí, que tenia lloc entre alguns bisbes de la zona. A canvi, obtenia el permís de fundació d'una comunitat. El lloc triat, Bobbio, per al nou monestir era al cor dels Apenins, en una zona fèrtil i productiva, amb abundant aigua i pesca. Hi havia també aigües termals i salines on poder obtenir sal. El monestir seria una avançada religiosa, però també política, del regne longobard envers les terres ligurs, llavors part de l'Imperi Romà d'Orient, i es convertí en un dels focus culturals més importants d'Europa durant l'Alta Edat Mitjana; entre els segles VIII-X, els seus escriptori i biblioteca van ser famosos arreu.
Un document del 24 de juliol del 613 donava a Columbà el territori per al monestir, amb la concessió de la meitat del producte de les salines, fins llavors propietat d'un noble. Columbà arribà a Bobbio la tardor del 614 amb el seu deixeble Atala; hi reparà l'església de Sant Pere (on avui hi ha el Castello Malaspiniano) i construí al voltant, amb fusta, el primer nucli del cenobi. Segons la llegenda, Columbà i Atala haurien pogut aixecar els troncs sense esforç, fent el treball de trenta o quaranta homes. Una altra llegenda narra que un os, sortint del bosc, va matar un bou de la jogada d'un pagès, i que Columbà va l'animal perquè prengués el lloc del bou mort: així va poder acabar-se la feina.
La quaresima del 615 Columbà es retirà a l'ermita de San Michele de Coli, deixant Atala al front de l'abadia. El visità llavors Eustasi, el seu successor a Luxeuil, enviat per Clotari II, que havia reunit els tres regnes merovingis i volia que tornés a França.
Columbà, però, morí a Bobbio, a l'abadia que havia fundat, amb 75 anys, el diumenge 23 de novembre del 615. Va ser sebollit a la cripta de l'abadia, com els abats que el succeïren.
El monjo Jonàs de Bobbio va rebre l'encàrrec d'Atala d'escriure una biografia del sant fundador.

## Obra escrita
La regla monàstica de Sant Columbà consta de dos escrits diferents:
- la Regula monachorum, en deu capítols, els títols dels quals fan palès el seu tarannà: obediència, silenci, dejú, menyspreu pels béns terrenals, repudi de la vanitat, castedat, pregària, discreció, mortificació de la supèrbia i l'orgull, bon exemple;
- la Regula cenobialis, amb nombrosos capítols sobre les penitències i culpes.

La regla va ser aprovada al concili de Mâcon el 627 i va ser modificada parcialment a la fi del segle vii, assimilant-se gradualment a la Regla de Sant Benet, menys severa.
A més, escrigué el Paenitentiale, que exalta la feblesa i la humilitat enfront del vigor físic i intel·lectual o el poder polític. En ell, estableix la preferència per la confessió privada enfront de la pública en el sagrament de la penitència.